# 国民新党の閣僚経験者一覧
国民新党の閣僚経験者一覧（こくみんしんとうのかくりょうけいけんしゃいちらん）では、国民新党に在籍したことのある国会議員で、かつ閣僚ポストについたことのある議員について記述する。
なお鳩山由紀夫内閣より前の内閣については、すべて自由民主党籍での入閣である。

## 第3次中曽根内閣
- 綿貫民輔
  - 国土庁長官兼北海道開発庁長官兼沖縄開発庁長官

## 第2次海部内閣
- 綿貫民輔
  - 建設大臣

## 村山内閣
- 亀井静香
  - 運輸大臣

## 第2次橋本内閣
- 亀井静香
  - 建設大臣

## 第2次橋本改造内閣
- 亀井久興
  - 国土庁長官
- 自見庄三郎
  - 郵政大臣

## 鳩山由紀夫内閣
- 亀井静香
  - 内閣府特命担当大臣（金融担当）

## 菅内閣
- 亀井静香
  - 内閣府特命担当大臣（金融担当）
- 自見庄三郎
  - 内閣府特命担当大臣（金融担当）

## 野田内閣
- 自見庄三郎
  - 内閣府特命担当大臣（金融担当）
- 松下忠洋
  - 内閣府特命担当大臣（金融担当）
- 下地幹郎
  - 内閣府特命担当大臣（防災担当）